# Agustín Pániker
Agustín Pániker (Barcelona, 8 de septiembre de 1959) es editor y escritor español especializado en la cultura de la India, director de Editorial Kairós. Tiene ascendencia india por línea paterna y española por la familia de su madre. Es hijo del filósofo Salvador Pániker y de la ilustradora Núria Pompeia.

## Trayectoria
Es autor de media docena de libros. A destacar El jainismo (2001), la primera monografía en español dedicada a esta religión de la India.   

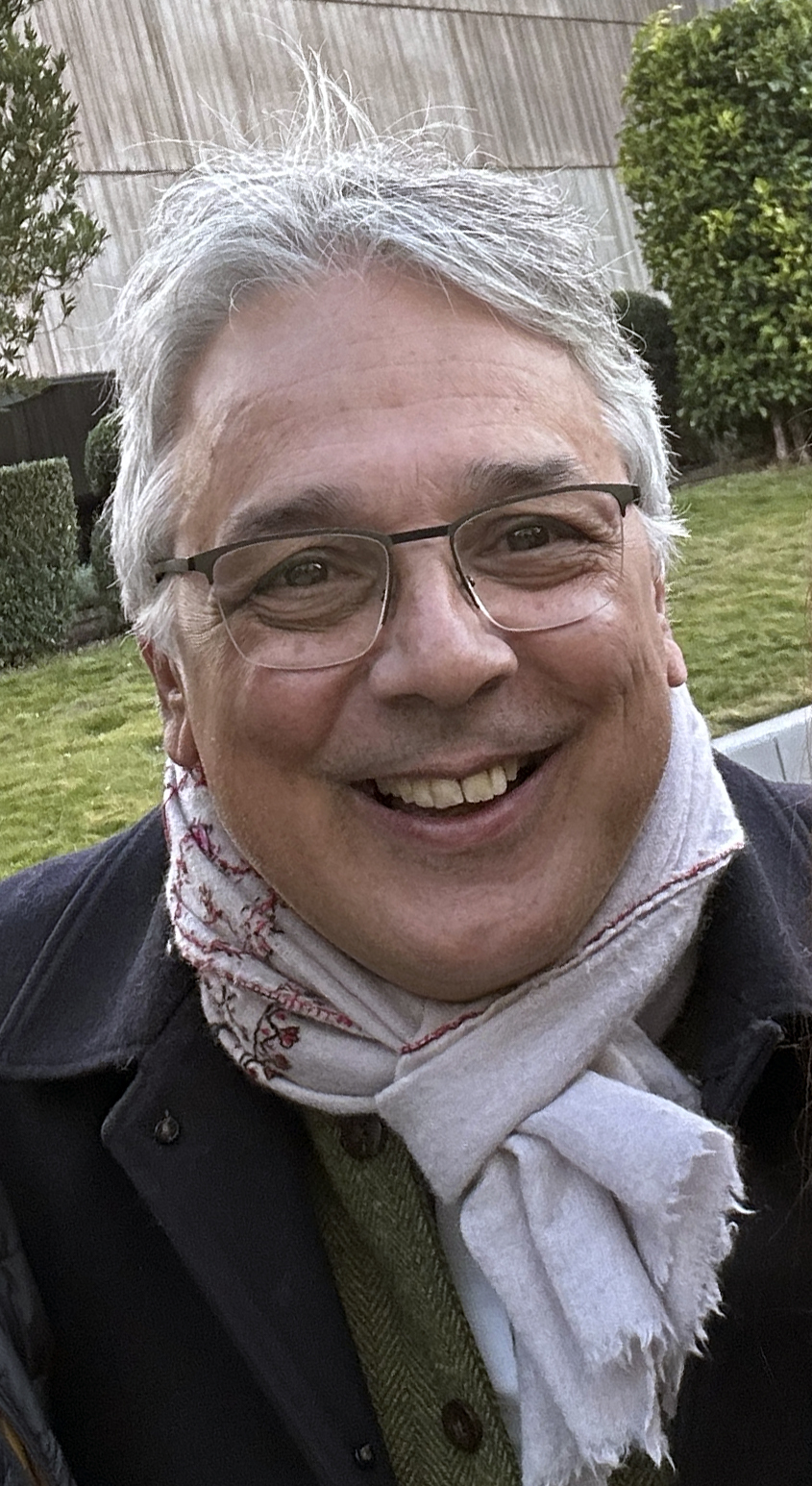
Pániker en 2023.

Es autor también de Índika (2005), subtitulado "Una descolonización intelectual: reflexiones sobre la historia, la etnología, la política y la religión en el Sur de Asia". Anclado en una sensibilidad postcolonial y pluralista, Agustín Pániker muestra en este texto cómo la India y Occidente se moldearon concatenadamente, y cómo los propios indios reinscribieron e hibridaron las narrativas, categorías y desarrollos de la modernidad. El propósito de Pániker es, pues, el de una descolonización de los clichés, tópicos y narrativas que pueblan nuestro entendimiento del mundo índico. Es un intento de neutralizar la agresiva visión monolítica de la modernidad, mostrando que existen otras formas de ver, estar y entender el mundo.
En 2007 Pániker publicó Los sikhs, un análisis muy completo de esta importante comunidad india, con su historia, religión y costumbres.  
Posteriormente, apareció El sueño de Shitala. Viaje al mundo de las religiones (2011), una obra de corte didáctico en la que ahonda en los distintos aspectos de los fenómenos religiosos de todos los continentes.
En 2014 se publicó La sociedad de castas, una monografía –la única que existe en español– sobre este complejo sistema de estratificación social, propio del Sur de Asia. Pániker ahonda tanto en su dimensión religiosa y ritual, como en aspecto político y económico.   
Sú última publicación, Las tres joyas (2018), una introducción al budismo, con especial énfasis en la historia de esta tradición espiritual y religiosa.
Es profesor en el "máster de religiones y sociedades" de la Universidad Pablo Olavide de Sevilla y del curso de "budismo" de la Universitat Rovira i Virgili de Tarragona. Ha sido profesor en el “máster d’història de les religions” de la UAB-UB, en el “máster en estudios de Asia y Pacífico” de la UB, en el "máster en diversidad religiosa" de la Universidad de Girona y en el “máster en inmigració i educació intercultural” de la UB.
Preside la Ramuni Paniker Trust, fundación dedicada al intercambio cultural entre India y España y que apoya a jóvenes necesitadas del sur de la India en sus estudios superiores.

## Obras
- Pániker, Agustín. (2001). El jainismo. Barcelona: Editorial Kairós. ISBN 9788472454842
- Pániker, Agustín. (2005). Índika. Una descolonización intelectual: reflexiones sobre la historia, la etnología, la política y la religión en el Sur de Asia. Barcelona: Editorial Kairós. ISBN 9788472456075
- Pániker, Agustín. (2007). Los sikhs. Barcelona: Editorial Kairós. ISBN 9788472456549
- Pániker, Agustín. (2011). El sueño de Shitala: Viaje al mundo de las religiones. Barcelona: Editorial Kairós. ISBN 9788499880297
- Pániker, Agustín. (2014). La sociedad de castas: religión y política en la India. Barcelona: Editorial Kairós. ISBN 9788499884080
- Pániker, Agustín. (2018). Las tres Joyas: El Buda, su enseñanza y la comunidad. Barcelona: Editorial Kairós. ISBN 9788499886558